# Жорди Мола
Жорди Мола и Пералес (кат. Jordi Mollà i Perales, шп. Jordi Mollà - на шпанском Хорди Мола; 1. јул 1968) шпански је глумац. Пре почетка каријере студирао је на Театарском институту у Барселони. Најпознатији је по улогама негативаца у бројним европским и светским продукцијама. Често је сарађивао са Бигасом Луном и Педром Алмодоваром. Номинован је за бројне награде, од тога неколико пута за награду Гоја. Поред драмских уметности бави се и сликарством.

## Филмографија
| Улоге Жорди Моле |                               |               |                                 |                    |
| Година           | Српски назив                  | Изворни назив | Улога                           | Напомена           |
| 1993.            | Шунка, шунка                  |               | Хозе Луис                       |                    |
| 1995.            | Цвет моје тајне               |               | Доктор А                        |                    |
| 1997.            | Срећна звезда                 |               | Данијел                         |                    |
| 1999.            | Војвоткиња од Албе            |               | Годој                           |                    |
| 2001.            | Бели прах                     |               | Диего Делгадо                   |                    |
| 2003.            | Лоши момци 2                  |               | Ектор Хуан Карлос „Џони“ Тапија |                    |
| 2007.            | Елизабета: Златно доба        |               | Kраљ Филип II од Шпаније        |                    |
| 2008.            | Че: Други део                 |               | капетан Марио Варгас            |                    |
| 2010.            | Невине лажи                   |               | Антонио                         |                    |
| 2011.            | Колумбијана                   |               | Марко                           |                    |
| 2013.            | Ридик: Владар таме            |               | Сантана                         |                    |
| 2015.            | У срцу мора                   |               | шпански капетан                 |                    |
| 2015.            | Антмен                        |               | Кастиљо                         | непотписан         |
| 2016.            | Злочиначки ум                 |               | Хавијер Хејмдал                 |                    |
| 2018.            | Човек који је убио Дон Кихота |               | Алексеј Мискин                  |                    |
| 2018.            | Краљица југа                  |               | Роко де ла Пења                 | америчка ТВ серија |
| 2018.            | Ибица                         |               | Ернандо                         |                    |
| 2018.            | Брзина убија                  |               | Џулс Бергман                    |                    |
| 2019.            | Џек Рајан                     |               | Николас Рејес                   | ТВ серија          |
| 2025.            | Све што сам желела            |               | Џони                            |                    |